# Jean Dauberval
Jean Dauberval, även stavat D'Auberval, född Jean Bercher 19 augusti 1742 i Montpellier, död 14 februari 1806 i Tours, var en fransk balettdansör och koreograf. Han är mest känd för att ha skapat baletten La Fille mal gardée.